# Geraldo Guzmán
Geraldo Moreno Guzmán (nacido el 28 de noviembre de 1972 en Tenares) es un ex lanzador dominicano que jugó en las Grandes Ligas. Bateó y lanzó con la mano derecha.
Guzmán fue firmado por los Expos de Montreal como amateur en 1989. Jugó en 2000 y 2001 con los Diamondbacks de Arizona. Tuvo un récord de 5-4 en 17 partidos, con una efectividad de 5.04.
El 16 de noviembre de 2001, fue liberado por Arizona.